# Приз Известий 1969
Приз Известий 1969 — міжнародний хокейний турнір у СРСР, проходив 30 листопада — 6 грудня 1969 року в Москві. У турнірі брали участь національні збірні: СРСР, Канади, Чехословаччини, Фінляндія, Швеції та НДР.

## Результати та таблиця
| 1 | СРСР           | ~   | 2:2  | 8:2  | 6:2 | 5:1  | 4:3  | 5 | 4 | 1 | 0 | 25—10 | 9 |
| 2 | Канада         | 2:2 | ~    | 0:4  | 5:2 | 10:1 | 5:4  | 5 | 3 | 1 | 1 | 22—13 | 7 |
| 3 | Чехословаччина | 2:8 | 4:0  | ~    | 3:4 | 10:3 | 10:2 | 5 | 3 | 0 | 2 | 29—17 | 6 |
| 4 | Швеція         | 2:6 | 2:5  | 4:3  | ~   | 7:5  | 3:5  | 5 | 2 | 0 | 3 | 18—24 | 4 |
| 5 | Фінляндія      | 1:5 | 1:10 | 3:10 | 5:7 | ~    | 9:3  | 5 | 1 | 0 | 4 | 19—35 | 2 |
| 6 | НДР            | 3:4 | 4:5  | 2:10 | 5:3 | 3:9  | ~    | 5 | 1 | 0 | 4 | 17—31 | 2 |

М — підсумкове місце, І — матчі, В — перемоги, Н — нічиї, П — поразки, Ш — закинуті та пропущені шайби, О — очки

## Нагороди
- Найрезультативніша збірна — Чехословаччини
- Найкращий дебютант —  Владислав Третьяк
- Найкращий закордонний гравець —  Френк Хак

## Найкращі гравці турніру
- Найкращий воротар —  Вейн Стівенсон
- Найкращий захисник —  Франтішек Поспішил
- Найкращий нападник —  Борис Михайлов